# Ной
Ной (др.-евр. נֹחַ‬ [Но́ах] — «успокаивающий, умиротворяющий») — в Библии последний (десятый) из допотопных ветхозаветных патриархов, происходящих по прямой линии от Адама. Потомок Сифа, сын Ламеха, внук Мафусала.
Согласно ветхозаветной Книге Бытия Ной был праведником в своём поколении, за что был спасён Богом от Всемирного потопа. Бог повелел Ною построить ковчег и взять туда членов своей семьи и по паре животных каждого вида. По окончании потопа ковчег прибило к горам Араратским, где Ной принёс жертвы Богу, и Бог благословил его и его потомство, заключив с ним Завет.
Согласно Книге Бытия, Ной прожил 950 лет.

## Варианты написания
Помимо написания Ной (др.-греч. Νῶε) встречаются также варианты написания:
- Ноах (ивр. נֹחַ‎) — в иудаизме
- Нух (араб. نوح‎) — в исламе.

## В Священных Писаниях

### В Пятикнижии

#### До Потопа (Быт.6:8—22)
Согласно Книге Бытие, Ной «обрёл благодать пред очами Господа» (Быт. 6:8), поскольку был «человек праведный и непорочный в роде своём» и «ходил пред Богом» (Быт. 6:9). За свою праведность Ной с семьёй был избран Богом для возрождения человеческого рода после Всемирного потопа, который явился Божественной карой за нравственное падение человечества. Бог заблаговременно сообщил Ною о своём решении истребить всё живое на земле и дал точные указания, как построить Ковчег — судно из дерева гофер (возможно, кипарис или кедр), способное пережить готовящийся потоп — и снарядить его для длительного плавания.

#### Потоп (Быт.7:1—8:17)

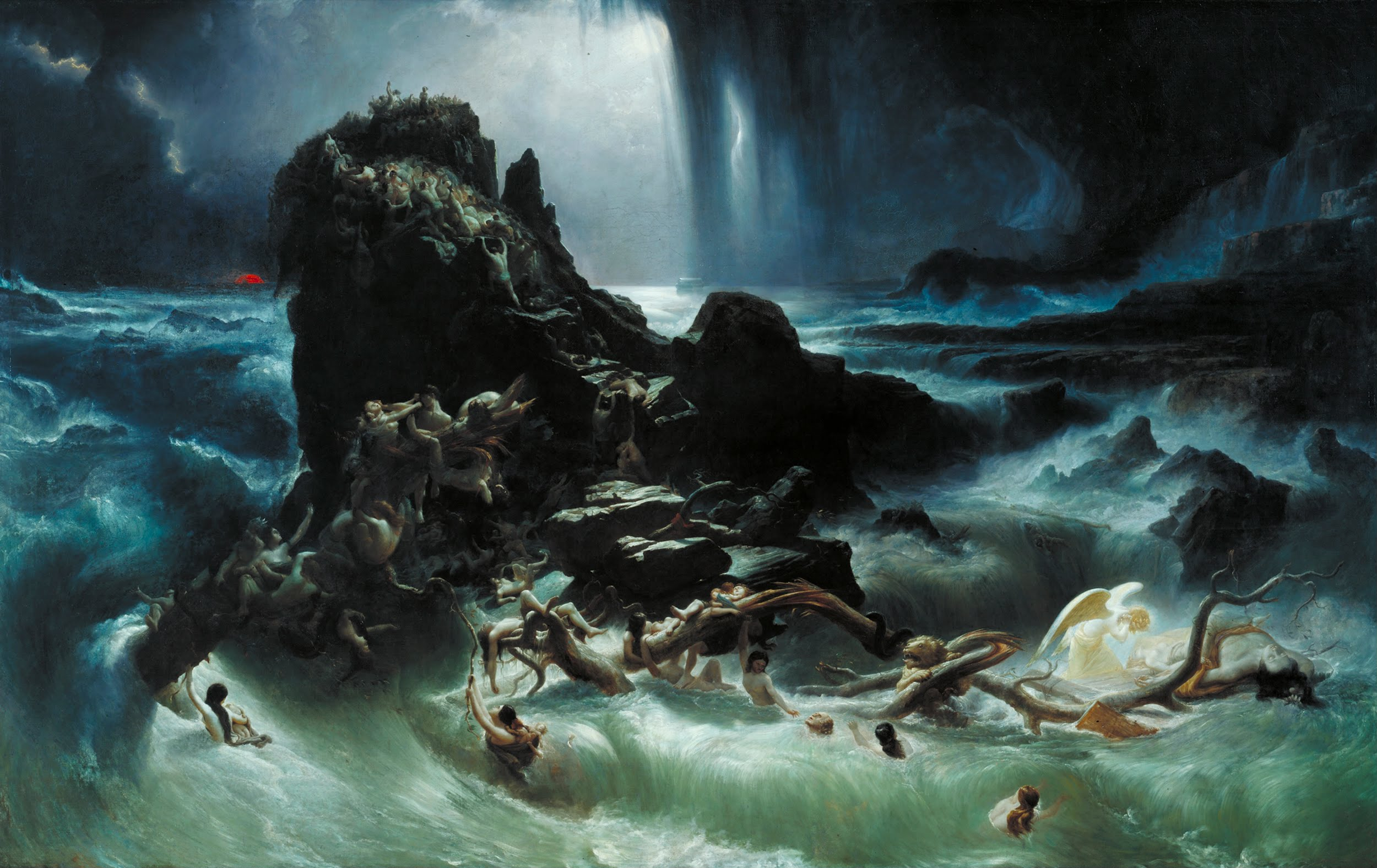
Потоп. Фрэнсис Дэнби, 1840. Галерея Тейт

Когда приготовления были окончены, Бог повелел Ною взять с собой в ковчег по паре от каждого вида животных и птиц, а «чистых» (то есть пригодных для принесения в жертву) — по семи пар, «чтобы сохранить племя для всей земли» (Быт. 7:3). Вместе с Ноем в ковчег вошла также его семья: жена и трое сыновей с жёнами.
В 17-й день (27-й — согласно переводу Септуагинты) второго месяца «разверзлись все источники великой бездны, и окна небесные отворились» (Быт. 7:11) и воды обрушились на землю. Наводнение длилось 40 дней и ночей, после чего воды подняли ковчег, и он поплыл (Быт. 7:17,18). Вода стояла так высоко, что плававший на её поверхности ковчег был выше горных пиков. Всё живое на земле погибло в водах потопа, остался лишь Ной и его спутники. Только спустя 150 дней вода стала убывать, и вскоре, на 17 день седьмого месяца, ковчег остановился, опустившись на скалы Араратских гор (5000 метров над уровнем моря). Тем не менее, вершины других гор показались лишь первого числа десятого месяца, после чего Ной выждал ещё 40 дней и выпустил ворона. Однако ворон, не найдя суши, каждый раз возвращался назад, пока не показалась поверхность земли.
После этого Ной трижды (с перерывами по семь дней) выпускал голубя. В первый раз голубь также вернулся ни с чем, во второй — принёс в клюве свежий масличный лист, свидетельствующий о том, что «вода сошла с земли». На третий раз голубь не вернулся. Земля обсохла к первому числу первого месяца, однако окончательно земля высохла лишь 27 числа второго месяца. Тогда Ной, наконец, смог покинуть корабль, и его потомки вновь заселили землю.

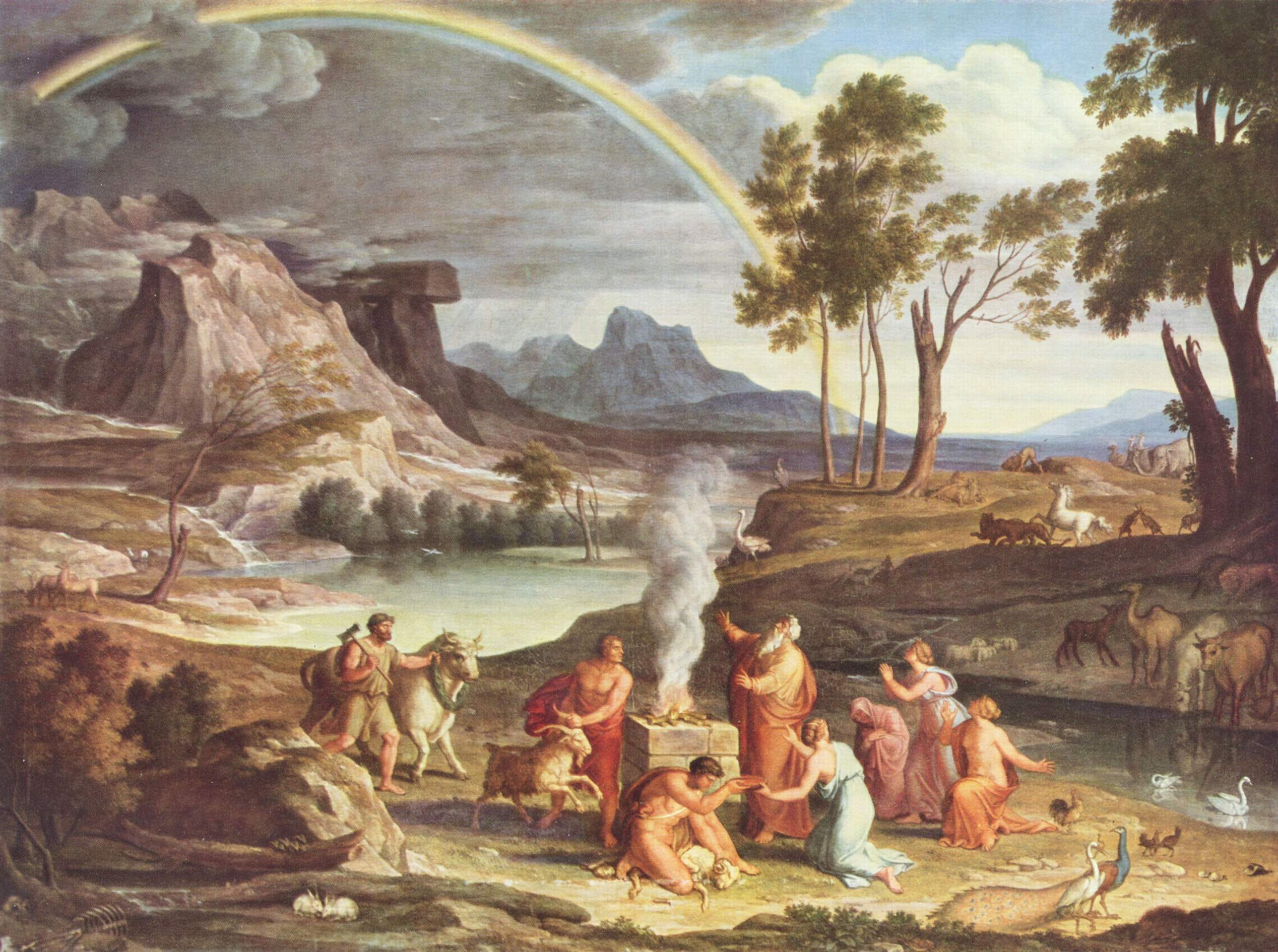
Пейзаж с жертвоприношением Ноя. И. А. Кох, ок. 1803. Государственная галерея, Франкфурт-на-Майне

#### Завет с Богом (Быт.8:18—9:17)
Выйдя из ковчега у гор Араратских (Быт. 8:4), Ной взял «из всякого скота чистого и из всех птиц чистых и принёс во всесожжение на жертвеннике» (Быт. 8:20) в благодарность за своё избавление. Здесь впервые в Библии появляется жертвоприношение животных всесожжением. Бог пообещал вернуть миру прежний порядок вещей и более никогда не опустошать землю за вину людей. После этого Бог благословил Ноя, его потомков (то есть всё послепотопное человечество) и всё творение, что на земле (Быт. 9:1—17) и дал человечеству ряд моральных законов. В заключение, Господь пообещал Ною более не уничтожать людской род водами потопа и как знак божественного Завета с людьми в небесах воссияла радуга.

#### После Потопа (Быт.9:18—29)

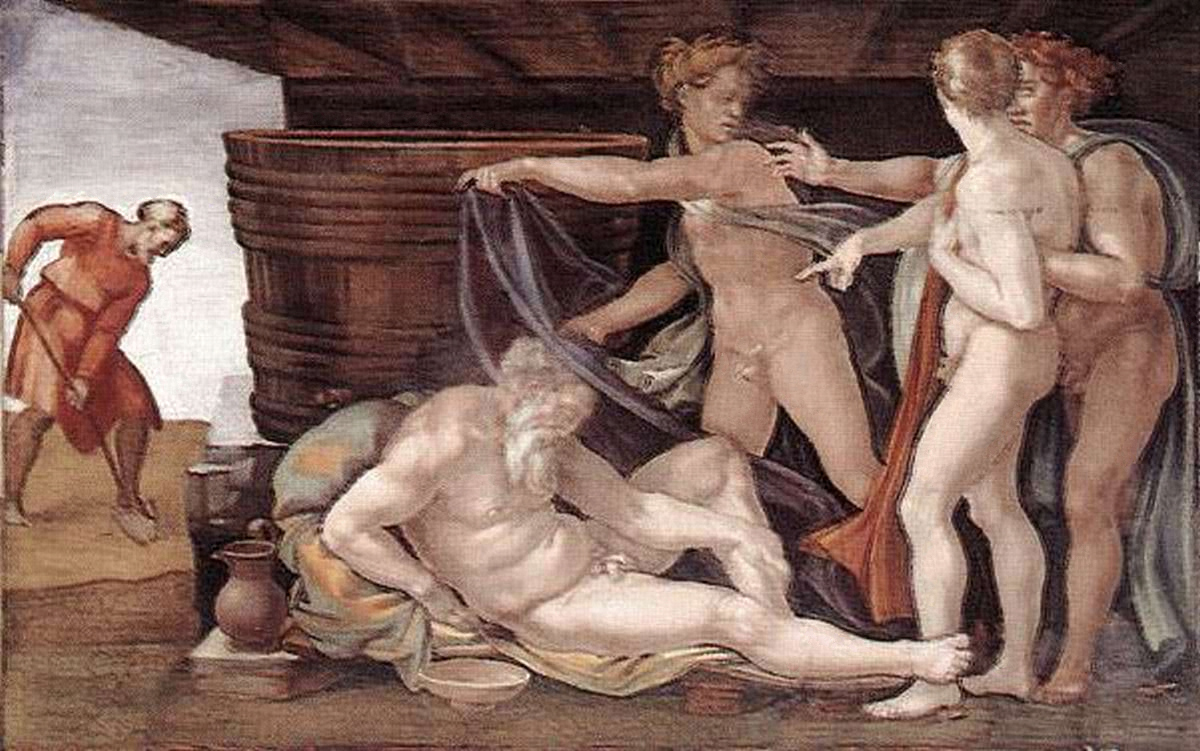
Опьянение Ноя. Фреска Микеланджело в Сикстинской капелле, 1508—1512

Согласно Библии, выйдя из ковчега, Ной занялся возделыванием земли, насадил виноградник и выпил вина (Быт. 9:20). Однажды, когда Ной опьянел и лежал обнажённым в своём шатре, его сын Хам увидел «наготу отца своего», и, оставив отца обнажённым, поспешил рассказать об этом двум своим братьям. «Сим же и Иафет взяли одежду и, положив её на плечи свои, пошли задом и покрыли наготу отца своего; лица их были обращены назад, и они не видали наготы отца своего.» (Быт. 9:23) За проявленное непочтение Ной проклял сына Хама — Ханаана и его потомков, объявив, что те будут рабами Сима и Иафета. Двух других своих сыновей Ной благословил: «да распространит Бог Иафета, и да вселится он в шатрах Симовых» (Быт. 9:27).
После потопа Ной жил ещё 350 лет и умер в возрасте 950 лет (Быт. 9:29).

##### Дети и потомство Ноя (Быт.10)
Согласно библейской родословной, Ной является родоначальником всех народов мира, которые делятся на три основные группы:
- потомки Сима (Семиты, в настоящее время устаревший термин, см. Афразийская семья);
- потомки Хама (Хамиты, в настоящее время устаревший термин);
- потомки Иафета (очень приблизительно соотносимые с некоторыми группами индоевропейских народов).

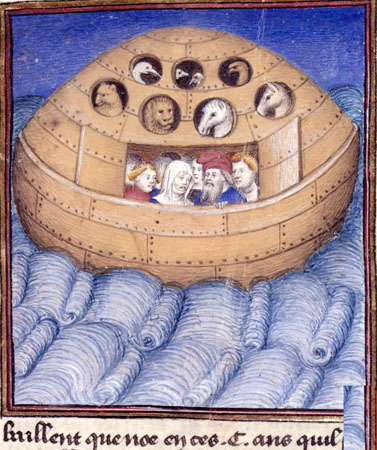
Ной с семьёй в ковчеге. Миниатюра из французского манускрипта, начало XV века.

### В прочих текстах Ветхого Завета
Ной упоминается также в Книге пророка Иезекииля (14:14—20) как один из трёх праведников древности, наряду с Даниилом и Иовом.
Также о Ное упоминает и Иисус Сирахов.

#### В апокрифах Ветхого Завета
Кроме библейских книг, рассказ о потопе содержится также в апокрифах. Наибольшую известность получила Книга Еноха. Рассказ в основных линиях совпадает с изложенным в Книге Бытия. Причиной потопа, согласно Книге Еноха, явилось смешение ангелов с дочерьми человеческими, в результате чего появились исполины (нефилим), что вызвало социальное неравенство и угнетение, войны, распространение среди людей магии и колдовства, падение нравов.

### В Новом Завете

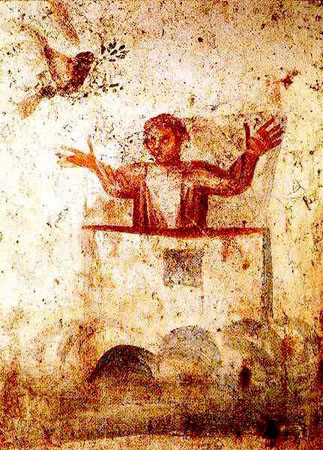
Ной и голубь с оливковой ветвью. Фреска в раннехристианских катакомбах, II—IV вв.

Новый Завет указывает на времена Ноя в повествовании о втором пришествии Иисуса Христа, предостерегая людей от неверия и беспечности:

…как во дни перед потопом ели, пили, женились и выходили замуж, до того дня, как вошёл Ной в ковчег, и не думали, пока не пришёл потоп и не истребил всех, — так будет и пришествие Сына Человеческого.
— Мф. 24:37—39
Апостол Пётр называет Ноя проповедником правды (2Петр. 2:5). Апостол Павел также приводит пример Ноя как образец веры: «ею осудил он (весь) мир, и сделался наследником праведности по вере» (Евр. 11:7).

#### В апокрифах Нового Завета
Ной упоминается в одном из апокрифов Нового Завета — Откровении Павла, а также в Книгах Сивилл.

### В Коране
В Коране Ной именуется Нухом и почитается в исламе в качестве первого из пяти крупных пророков Аллаха, а также как один из первых так называемых пророков разрушения. Нух был направлен Богом к соплеменникам-идолопоклонникам, чтобы те уверовали в единого Аллаха и оставили язычество. Согласно Корану, Нух должен был прожить не менее тысячи лет, потому что 950 лет — это время, которое он провёл в проповеди после своего назначения пророком до прихода потопа (аль-‘Анкабут 29:14). Однако соплеменники не верили Нуху, и он взмолился: Господи! Не оставь на земле ни одного неверного! (Нух 71:26). Тогда Аллах послал на землю потоп (аль-Камар 54:11). Нух вместе с верующими в Аллаха и многими животными был спасён в ковчеге.
Согласно Корану, на ковчеге собралась вся семья Нуха, кроме жены и одного из сыновей, по преданию, по имени Йам (Канан). Он отказался плыть с отцом, надеясь спастись на горе, и погиб. По окончании потопа Нух просил Аллаха вернуть погибшего сына, но Аллах не внял его мольбам, поскольку неверующий сын уже не принадлежал к семье Нуха. Этого эпизода нет в Библии.

## Хронология
Ной, согласно Библии, был потомком Адама в десятом поколении.
По еврейской Библии, Ной родился в 1056 году (2705 год до н. э.), по Септуагинте — в 1662 году (3847 год до н. э.) от Сотворения мира. Его возраст, подобно другим допотопным патриархам, исчисляется сотнями лет. Ко времени начала потопа Ною было 600 лет (Быт. 7:11), всех же лет жизни Ноя было 950 лет (Быт. 9:29).
Согласно еврейской традиции, все даты в Библии соответствуют лунным месяцам еврейского календаря. Таким образом, потоп продолжался на 11 дней больше лунного года, что соответствует целому солнечному году.

## Возможная связь с иными культурами
Некоторые исследователи полагают, что Ной как персонаж истории о потопе возник на основе более древних письменных памятников в месопотамской культуре, посвящённых такому шумерскому царю, как Зиусудра (он же Атрахасис или Утнапиштим).

## Легенды и традиционные предания
Историю Ноя, изложенную в Священном Писании, различные народы дополняли многочисленными легендами, которые как заимствовались другими нациями, так и имели узкую локальную популярность.

### В еврейской традиции

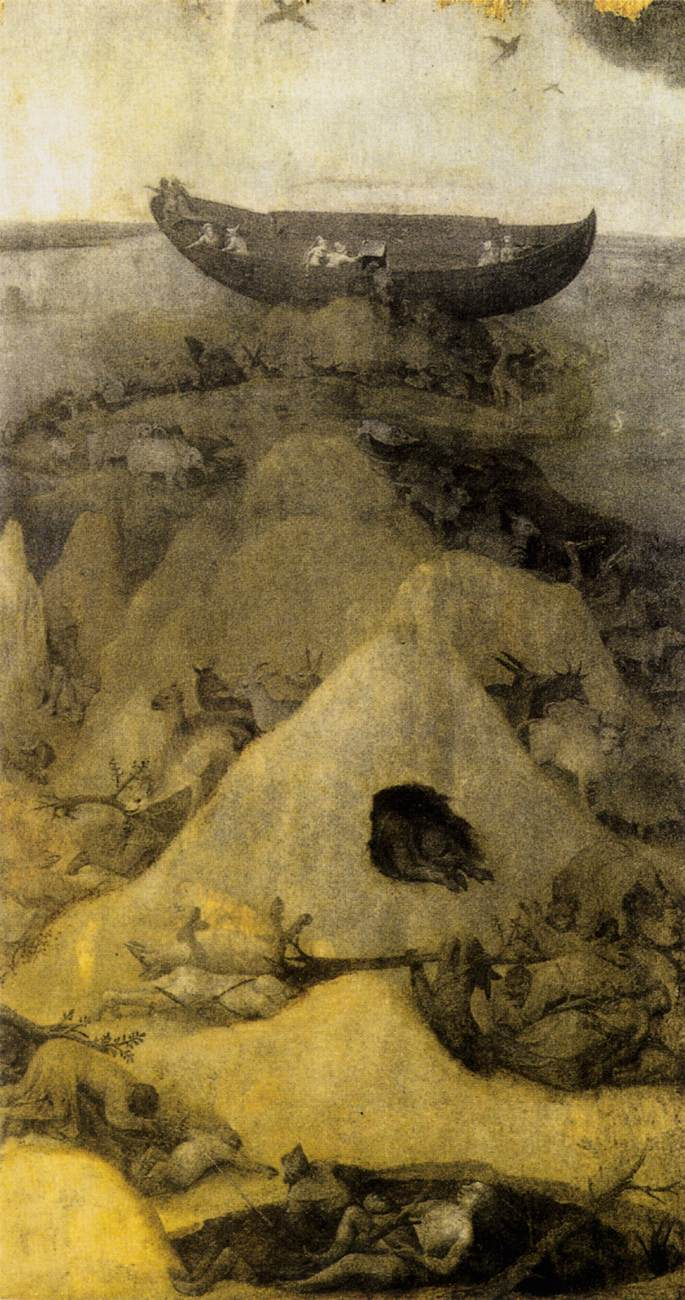
Ноев ковчег (створка несохранившегося алтаря). Иеронимус Босх, 1508—1514, Музей Бойманса-ван Бёнингена

Хотя в Пятикнижии подчёркивается праведность Ноя, в нём отсутствуют подробности о его личности. Аггада восполняет этот пробел многочисленными историями о праведных поступках Ноя до и во время потопа.

#### До Потопа
Позднее отцовство Ноя объясняется в преданиях тем, что, предвидя гибель человечества, он не хотел иметь детей и женился лишь по велению Бога. Жену Ноя часто отождествляют с Ноемой (Наамой), дочерью Ламеха и сестрой Тубал-Каина (Тувал-Каина), в Книге Юбилеев её называют Емзараг, дочерью Ракиила и сестры Ноя (вообще число вариантов её имён очень велико).
Согласно Талмуду, Сим (Шем) был первенцем, Хам родился на год позже, а Иафет — через год после Хама.
Согласно «Мидрашу Танхума», только после рождения Ноя были введены плуги, косы, топоры и другие орудия труда. Отмечается, что пальцы Ноя были приспособлены для быстрой физической работы.
Еврейский комментатор Раши приводил мнения раввинов, что в выражении «земля извратилась пред лицем Божиим, и наполнилась земля злодеяниями» (Быт. 6:11) «извратилась» означает сексуальные извращения, а «наполнилась земля злодеяниями» — социальную несправедливость. Вместе с тем, в Талмуде обращается внимание на то, что в речи Всевышнего, обращённой к Ною, в которой Господь впервые произносит свой приговор человечеству, упоминается только второй грех: «И сказал [Господь] Бог Ною …ибо земля наполнилась от них злодеяниями; и вот, Я истреблю их с земли» (Быт. 6:13).
Тем не менее, Раши считал, что решение Всевышнего погубить всё живое на земле не было бесповоротным. Когда строительство ковчега было завершено, Господь дал современникам Ноя последнюю возможность опомниться: «и лился на землю дождь» (Быт. 7:12) и лишь через пять стихов: «И продолжалось на земле наводнение» (Быт. 7:17). Раши объясняет: «Ниспосылая на землю воды, Он вначале ниспослал их с милосердием, чтобы, если люди раскаются, они стали дождями благодатными. Но поскольку те не раскаялись, воды стали потопом».
Согласно мидрашам Берешит Рабба и Танхума, строительство ковчега заняло у Ноя 120 лет. Это объясняется тем, что Господь желал дать людям возможность раскаяться в грехах и исправить своё поведение. Современники Ноя имели возможность наблюдать за его работой. Когда его спрашивали, чем он занят, Ной объяснял, что Бог вынес приговор об уничтожении человечества, и если люди не одумаются, они будут уничтожены в водах потопа. Тем не менее, все смеялись над Ноем, не придавая его словам никакого значения.
Любовь Ноя к людям, согласно традиции, выражалась и в том, что он призывал их к раскаянию и откладывал строительство ковчега, пока не выросли посаженные им для постройки ковчега деревья, в надежде, что люди тем временем сойдут с пути греха.

Ноах сажал кедры, и говорили ему: «Зачем тебе эти кедры?». И отвечал он: «Святой, благословен Он, решил привести на землю потоп и велел мне сделать ковчег, чтобы спаслись я и мой дом». И смеялись они над ним и глумились над его речами. А он поливал те кедры, и они росли. И спрашивали его: «Что ты делаешь?». И отвечал он им то же. А они насмехались. К концу дней своих срубил он деревья и стал распиливать. И говорили ему: «Что ты делаешь?» И отвечал он им, и предостерегал их. Но <...> они не раскаялись...— «Мидраш Танхума», раздел «Hoax» 5

#### Потоп
Согласно еврейской традиции, строить ковчег Ной научился по книге «Сефер ха-разим», переданной ангелом Разиэлем, которая содержала в себе всё знание человеческое и божественное. Эта книга была сделана из сапфиров, и Ной заключил её в золотой ларец. В ковчеге она заменяла Ною часы, чтобы отличать день от ночи, потому что, пока длился потоп, солнце и луна были скрыты тучами. Мидраш Берешит Рабба рассказывает о том, что в ковчеге у Ноя был драгоценный камень, который освещал всю внутреннюю часть ковчега.
Одно легендарное создание, носившее название «Реем», оказалось столь громадных размеров, что для него не нашлось места в ковчеге, а потому оно было привязано Ноем к ковчегу снаружи.
В преданиях о потопе действует и легендарный исполин Ог — царь Башанский, который также не мог поместиться внутри судна и сел на крышу, спасшись таким образом от потопа. Ной подавал Огу пищу через отверстие в крыше.
Аггада рассказывает, что одна странная пара, Ложь и Злосчастье, также нашла себе убежище в ковчеге. Сначала Ложь подошла одна к ковчегу, но её не впустили внутрь на том основании, что вход туда допускался только для супружеских пар. Тогда она ушла и, встретившись со Злосчастьем, уговорила его присоединиться к ней, после чего их впустили обоих.
Праведность Ноя в полной мере проявилась во время потопа, когда он должен был заботиться о животных в ковчеге. Целый год Ной не знал покоя ни днём ни ночью, доказав тем самым, что достоин стать прародителем нового человечества. Мидраш Танхума описывает это следующим образом:

Все двенадцать месяцев, проведённых в ковчеге, не смежал Ной веки, ни сам он, ни сыновья его, ни днём и ни ночью. Потому что постоянно заботился он о животных, бывших с ним, и кормил их, давая каждому зверю и птице их пищу в привычные для них часы. Есть звери, которые едят в первый час дня, есть такие, которые [едят] во второй, есть и такие, которые [едят] в последнюю треть ночи, — и всем давал он их пищу в нужный час.— «Мидраш Танхума», раздел «Hoax» 2

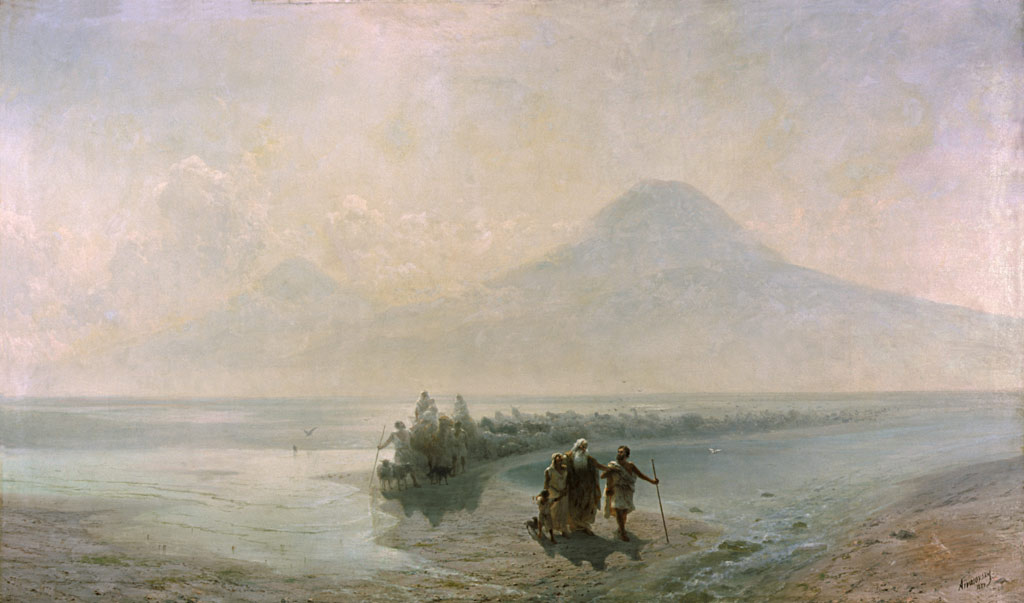
Сошествие Ноя с Арарата. Иван Айвазовский, 1889

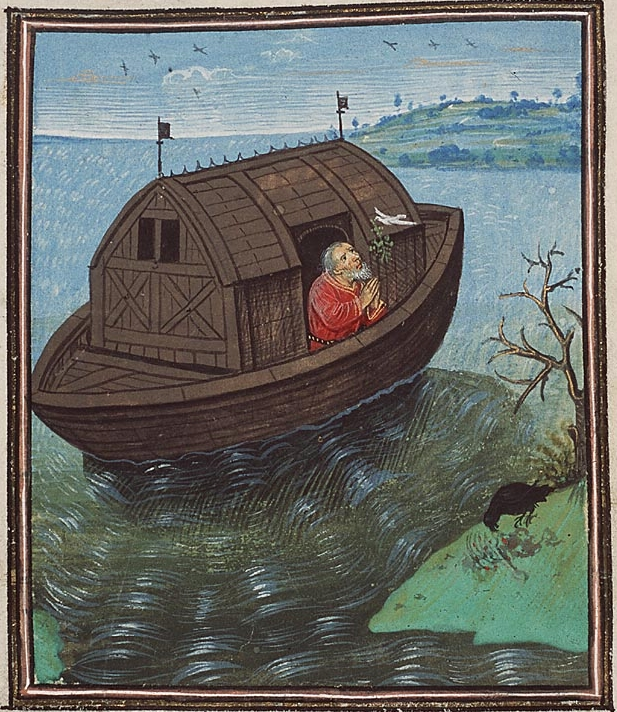
Ной выпускает ворона и голубя. Нидерландская миниатюра, 1450—1460

Предание рассказывает, что однажды, когда Ной не так скоро принёс обед льву, тот с такой силой ударил патриарха лапой, что он остался хромым на всю жизнь.
В десятый день месяца таммуз Ной выпустил ворона посмотреть, не прекратился ли потоп. Но ворон нашёл плавающий в воде труп и принялся его пожирать; увлёкшись этим занятием, он забыл вернуться к Ною с докладом. Спустя неделю Ной выпустил голубя, который после третьего полёта вернулся наконец, держа в клюве оливковый лист, сорванный им на Масличной горе в Иерусалиме, где потопа не было.
В Книге Зогар рассказывается, что Ной, выйдя из ковчега на сушу, заплакал при виде всеобщего опустошения, причинённого потопом, и воскликнул: «Творец, Тебя называют милосердным. Ты должен был проявить милосердие по отношению к Своему Творению». «Неразумный пастух, — отвечал ему Творец. — Ты говоришь мне это теперь? <…> Почему ты смолчал, когда Я говорил, что будет Потоп, и велел тебе строить ковчег? Я долго откладывал наказание, ожидая, когда же ты попросишь Меня проявить милосердие к людям. А ты делаешь это только теперь, когда мир уже уничтожен…».

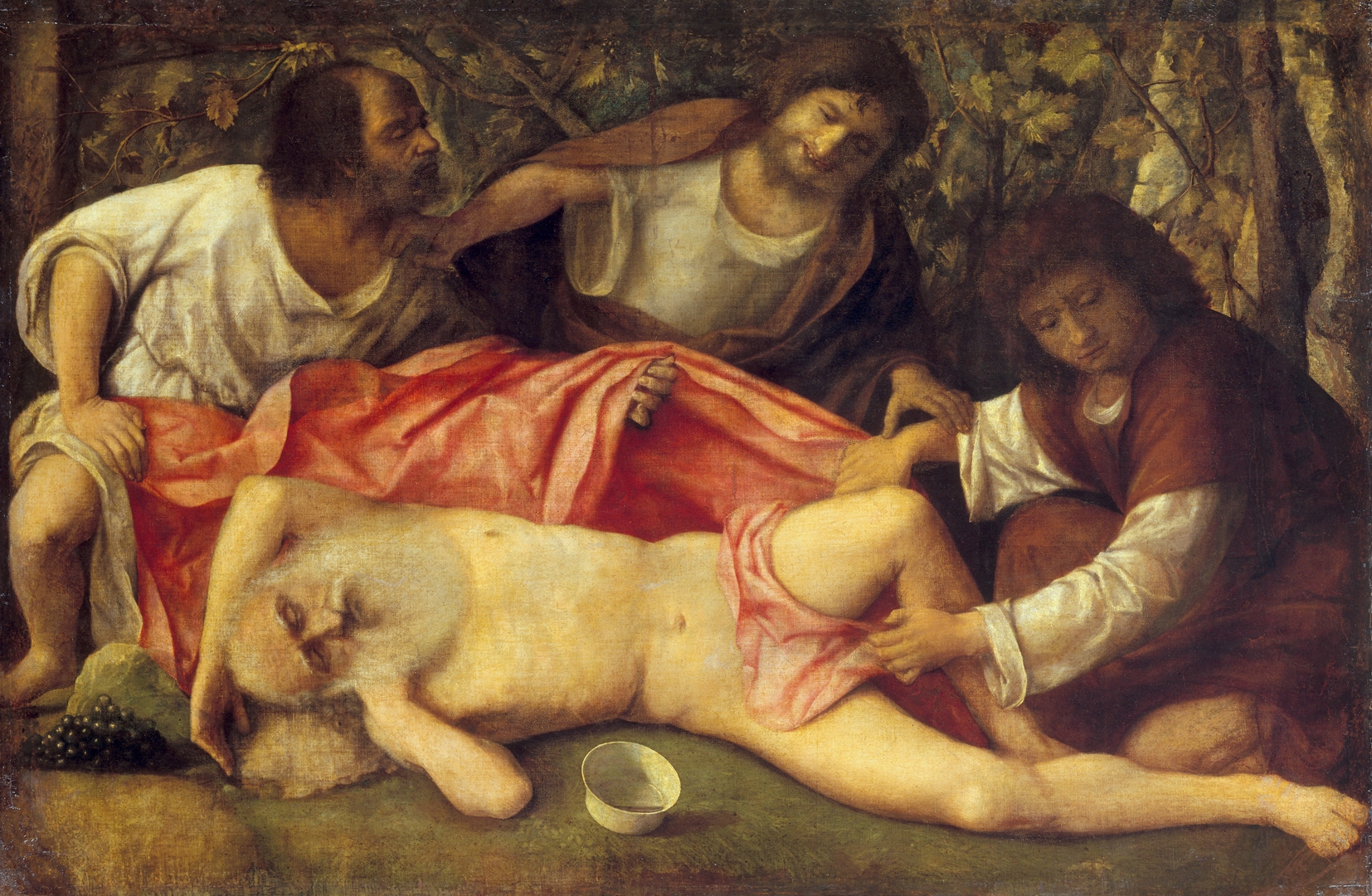
Опьянение Ноя. Джентиле Беллини, 1515. Музей изящных искусств, Безансон

#### После Потопа
В Талмуде и мидрашах неоднократно возникает параллель между винопитием Ноя и грехопадением Адама, поскольку виноград в еврейской традиции связывается с Древом познания добра и зла:

Сказал Господь Ною: «Ной! Разве не должен ты был научиться у Адама, ведь причиной [его падения], не что иное, как вино было?» Как сказано: «дерево, от которого вкусил Адам — виноград был».— Талмуд, Санхедрин 70а, б
По версии Таргума Псевдо-Ионатана виноградная лоза, которую посадил Ной, была принесена рекой из Эдемского сада.

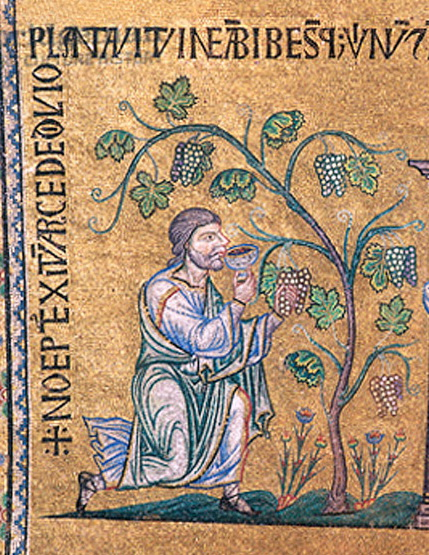
Ной-виноградарь. Мозаика в Соборе Сан-Марко

Проклятие Ноем потомства Ханаана, сына Хама, Талмуд и мидраш Берешит Рабба мотивируют тем, что Хам не ограничился лишь насмешками над отцом, а оскопил Ноя, лишив его возможности в будущем породить новых сыновей (сверх имеющихся трёх). Этим объясняется тот факт, что Ной проклял четвёртого сына Хама — Ханаана. Поскольку Ной определил за потомками Хама рабский удел, он таким образом оказывается учредителем института рабства, что отмечается послебиблейской традицией.
В преданиях обсуждается также вопрос, почему в сроке жизни Ноя недостаёт 50 лет до тысячелетия, которое он вполне был достоин прожить. Предполагается, что Ной добровольно пожертвовал 50 лет из своей жизни Моисею, точно так же, как до него это сделал Адам, подаривший, согласно этой версии, Моисею 70 своих лет.

### В христианских легендах и преданиях

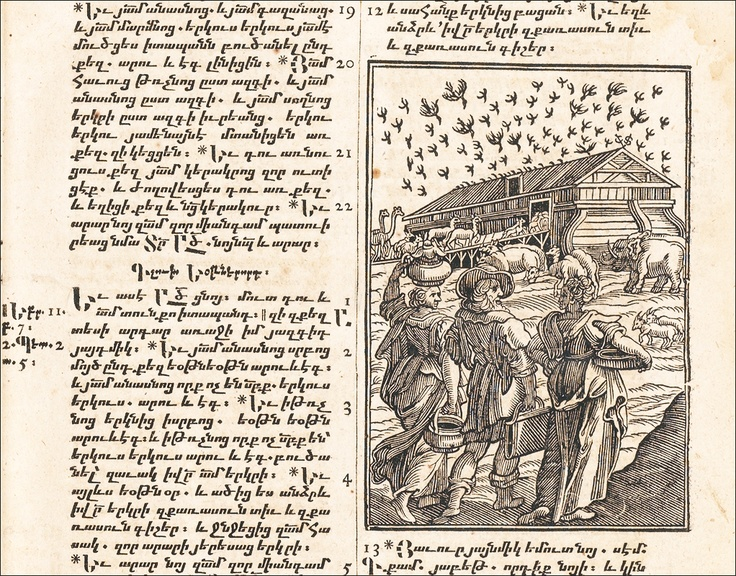
Страница первого издания Библии на армянском языке, Амстердам, 1666—1668

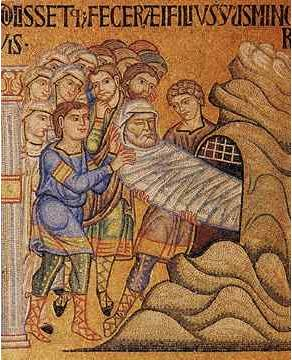
Похороны Ноя. Мозаика в Соборе Сан-Марко

#### Армянские легенды о могиле Ноя

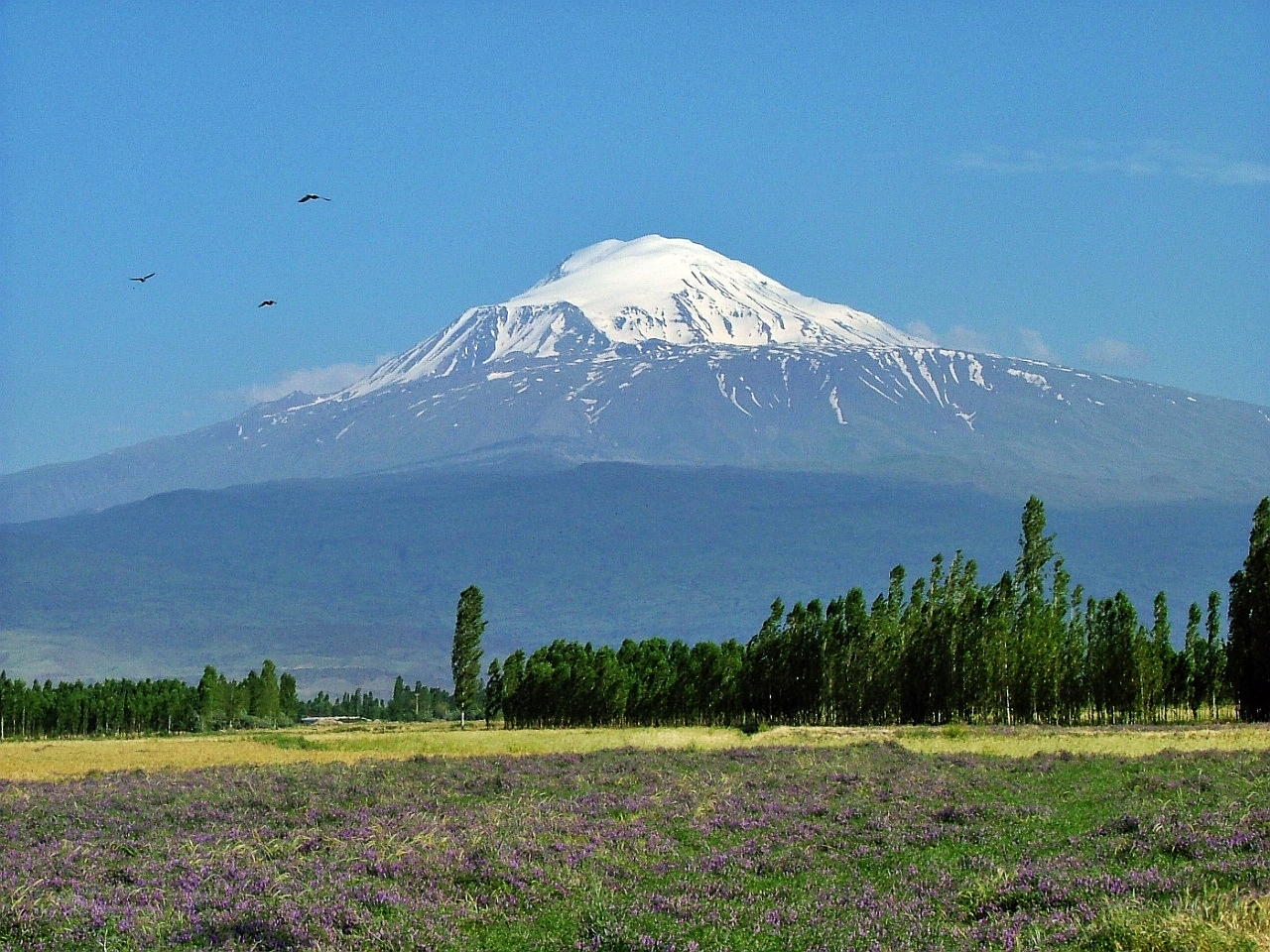
Гора Арарат. Современная фотография

Среди армян распространены давние легенды о Ное. Ряд армянских преданий связывают с Араратом и Араратской долиной, помимо выхода из ковчега, также повествование о посадке Ноем виноградника, его опьянении и первом жертвоприношении. Находящийся в долине город Нахичевань (ныне территория Азербайджана) традиционно считается основанным Ноем, и народная этимология связывает с его именем название города (ср. евр. «Ноах»). Таким образом, Нахичевань становится первым городом, основанным после Потопа. Нахичевань также считается местом упокоения Ноя. О том, что Ной захоронен в Нахичеване, одним из первых упоминает летописец XIII века Вардан Аревелци в работе «Ашхарацуйц», посвящённой географии Армении и соседних стран. Он же помещает гробницу жены Ноя, которую именует Ноемзар, в находящийся поблизости Маранд.
Упоминания о гробнице Ноя, которая была местом популярного паломничества, содержатся в заметках многих иностранных, русских и армянских путешественников и учёных XIX века.

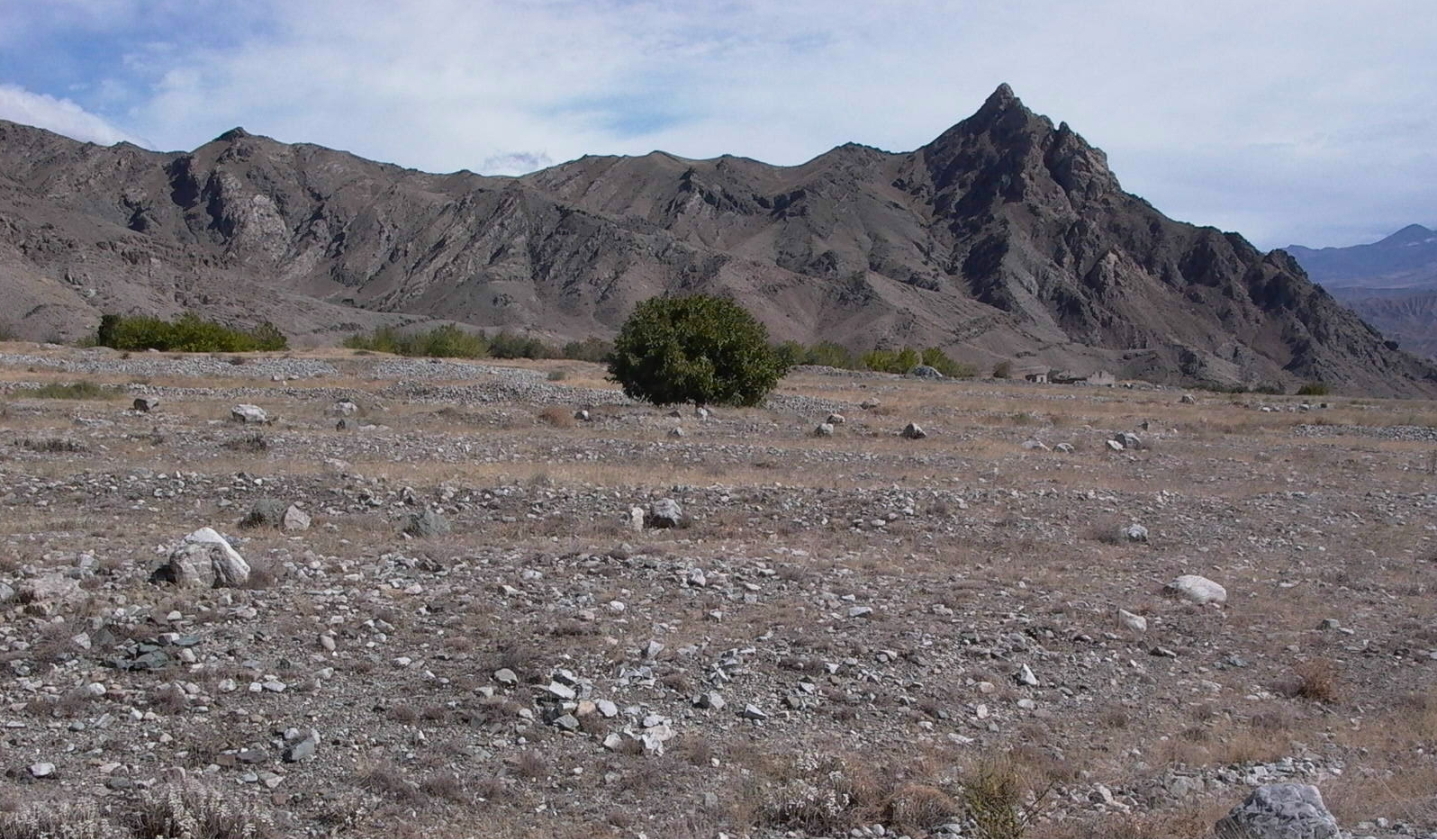
Нахичеванский пейзаж. Современная фотография

Могила Ноя с полуразрушенным куполом, восьмиугольная внутри, диаметром в 10—12. Сохранилась одна сторона, выложенная кирпичом, как это видно на рисунке. Каждый день сюда приходят христианские, еврейские и мусульманские паломники с ладаном и свечами, огарки которых разбросаны вокруг, и она почернела от жира и дыма. Наивные люди считают, что не только Ной, но и его сыновья захоронены в Нахичеване.
— Гевонд Алишан. «Сисакан», 1893
Могила Ноя и связанные с ней постройки были также подробно описаны русским просветителем К. А. Никитиным в 1880-х и исследователем В. М. Сысоевым, как имеющие типичное для тюркских гробниц деление на подземную и надземную части. В годы советской власти эти исторические памятники были разрушены. В 2010 году Мавзолей Ноя восстановлен.

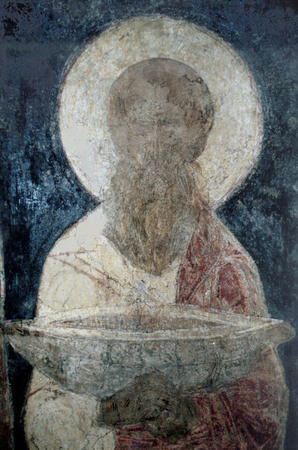
Ной, держащий в руках модель ковчега. Православная фреска

#### Сирийские апокрифы
В сирийском апокрифическом сочинении «Пещера сокровищ» (VII век) рассказывается, что Ной взял в ковчег останки первого человека — Адама, чтобы спасти их от потопа. Позднее Ной поручил своему сыну Симу похоронить череп Адама, что тот и сделал в Иерусалиме, считавшемся центром земли. Поэтому христианское Священное Предание считает, что в момент распятия Христа его кровь омыла череп Адама, захороненный под Голгофой.
Из другого рассказа можно почерпнуть некоторые интересные сведения о внутреннем устройстве ковчега. Скот и звери помещались отдельно в трюме; средняя палуба была занята птицами, а на верхней палубе расположился Ной с семейством. Мужчины были строго отделены от женщин. Патриарх и сыновья его заняли восточную часть ковчега, а жена Ноя и жёны его сыновей — западную часть; между теми и другими в виде барьера лежало мёртвое тело Адама, которое таким образом избежало гибели в водной стихии. Этот рассказ, в котором сообщаются также сведения о точных размерах ковчега в локтях, а также точный день недели и месяца, когда спасшиеся вышли на берег, заимствован из арабского манускрипта, найденного в библиотеке монастыря Святой Екатерины на горе Синай. Автором рассказа был, по-видимому, араб-христианин, живший в эпоху мусульманского завоевания, хотя сам манускрипт относится к более позднему времени.

#### В апокрифах гностиков
Согласно гностическому апокрифу «Сущность Архонтов», архонты решили «сотворить потоп и погубить плоть всякую, от человека до животного». «Архонт Сил» сообщил об этих планах Ною и посоветовал ему: «Сделай себе ковчег из дерева негниющего, и укрой в нём себя с твоими детьми, с животными, с птицами небесными от мала до велика, и установи его на горе Сир». Однако этот ковчег был сожжён Ореей (Нореей), после чего Ной сделал другой ковчег. Согласно апокрифу Иоанна, Ной, в конечном счёте, укрылся не в ковчеге, а в «облаке света» вместе с некоторыми людьми бессмертной расы, последовавшими за ним.

#### Эфиопские легенды о рождении Ноя
Легендарный материал освещает несколько моментов жизни Ноя. В частности, рассказывается о его рождении: тело новорождённого младенца озаряет ярким светом весь дом, младенец тотчас встаёт на ноги и начинает молиться. После этого, его дед Мафусал, поражённый, идёт к пределам земли для встречи с Енохом, от которого узнаёт о будущей судьбе мальчика и даёт ему имя (согласно ефиопскому изводу книги Еноха).

#### Славянские апокрифы
Славянский апокриф «Откровение Мефодия Патарского (Слово святого отца Мефодия Патарского о последних временах») помещался в Барсовской Палее, Ефросиновой Палее и других сборниках и известен с XV века. Согласно данному апокрифу, дьявол вынудил жену Ноя с помощью дурманящего травяного напитка (в «Беседе отца с сыном о женской злобе» (XVII век) — «квасом, смешанным с травою») узнать у мужа о порученном ему Богом строительстве ковчега, а затем рассыпал ковчег, как прах. За 30 лет Ной построил второй ковчег. Во время потопа дьявол захотел потопить весь человеческий род, он превратился в мышь и начал грызть дно ковчега. Ной помолился Богу, и выскочили кот и кошка, и, прыгнув, удавили дьявола в образе мыши. Также «Слово» сообщает о том, что у Ноя был четвёртый сын по имени Мунт.

### В мусульманской традиции

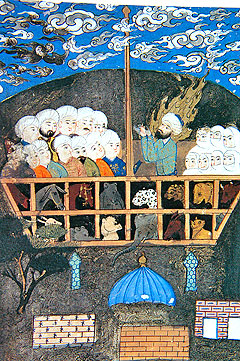
Ноев ковчег. Исламская миниатюра

Позднейшие легенды о пророке Аллаха — Нухе — и построенном им ковчеге излагаются иначе. Например, гору аль-Джуди (толкователями Корана эта гора то относилась к Месопотамии, то отождествлялась с Араратом), на которой, согласно Корану (11:46), когда «сошла вода», остановился ковчег, стали помещать не в Неджде, в Аравии, как в старых арабских источниках, а на «Кирду, отделяющую Армению от Курдистана».
Тафсиры содержат множество историй о потопе, включая рассказ о великане Удж, который вцепился в ковчег и спасся. Благодаря тафсирам стали известны и имена сыновей Нуха, спасшихся вместе с ним: Сим, Хам и Иафет. Жена Нуха представлена в тафсирах грешницей, которая считала его сумасшедшим и принижала значение миссии пророка.

## Почитание в религии

### В иудаизме

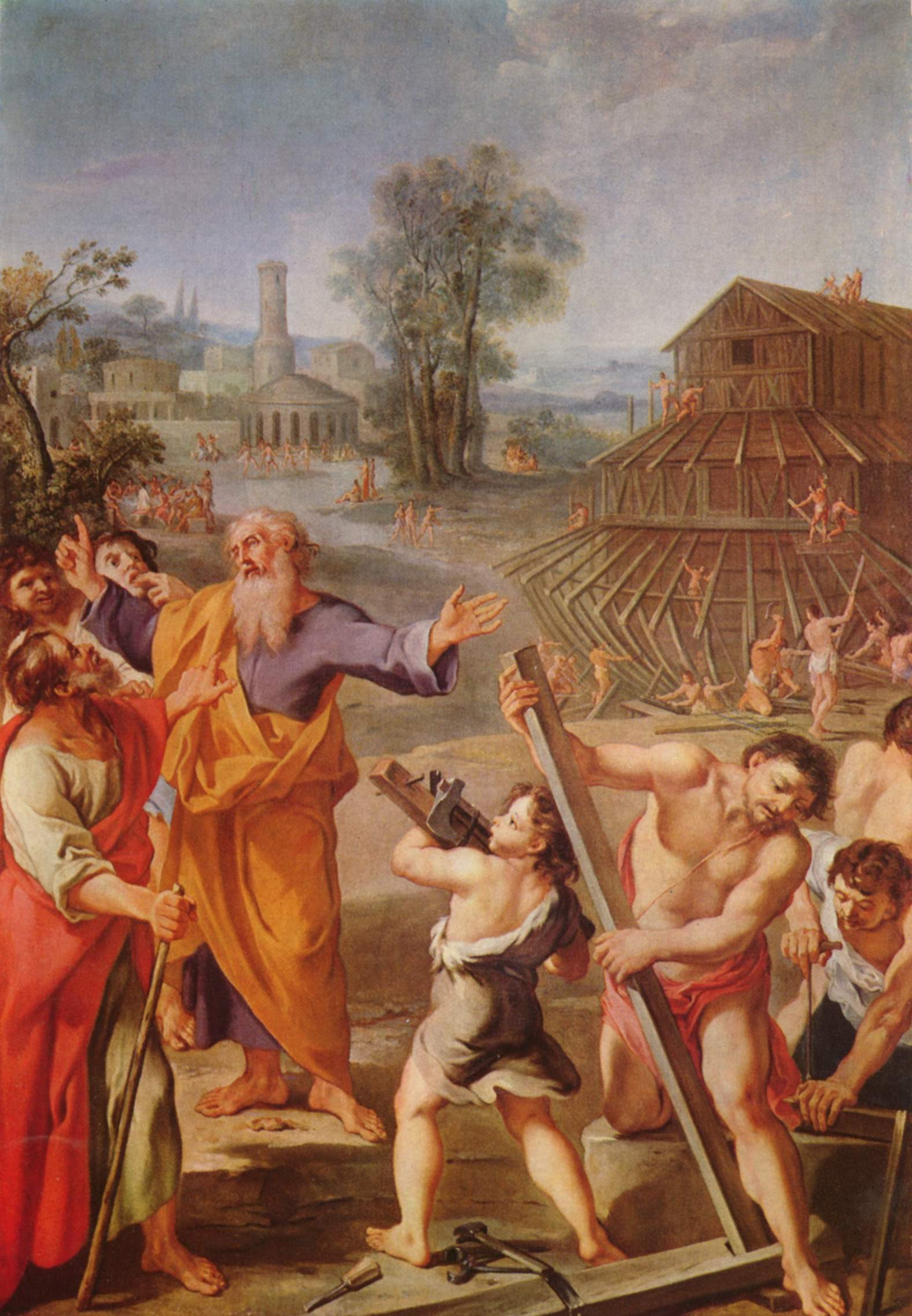
Строительство Ноева ковчега, анонимный французский мастер, около 1675 года. Музей изобразительных искусств (Будапешт)

Законоучители Талмуда проводят параллели между Ноем и Авраамом, подчёркивая не только сходство, но и различие между двумя этими праведниками.
- Так, толкуя стих «Ной был человек праведный и непорочный в роде своём» (Быт. 6:9), законоучители Талмуда расходятся во мнениях[26]. Некоторые из них понимали это выражение как похвалу в адрес Ноя: «В своём поколении он был праведным и непорочным, несмотря на то, что его окружали плохие влияния; тем более он считался бы праведным и непорочным в других поколениях». В то же время другие считали, что: «По сравнению с другими людьми своего поколения он был праведным и непорочным, но не по сравнению с людьми других поколений»[26]. В толковании Раши: «но живи он в поколении Авраама, его ни во что бы не ставили»[50].
- В мидраше Берешит Рабба сообщается, что о Ное сказано: «אֶת-הָאֱלֹהִים, הִתְהַלֶּךְ-נֹחַ» (Быт. 6:9) (букв. «ходил с Богом»), в то время как Аврааму Господь говорит: «ходи предо Мною» (Быт. 17:1). В качестве примера приводится следующее образное описание: «Это можно сравнить с царём, у которого было два сына, один взрослый, а другой ребёнок. Ребёнку он сказал: «Иди со мной», а взрослому: «Иди впереди меня». Точно так же Аврааму, чья моральная сила была велика, Он сказал: «Иди предо Мною», о Ное, чья сила была слаба, сказано: «Ной ходил с Богом»[51].
- Еврейская традиция укоряет Ноя за то, что он упустил случай молить Бога о спасении человечества — в отличие от Авраама, молившегося о спасении жителей Содома, и Моисея, молившегося о помиловании своего народа[23]. Пророк Исаия (Иешаягу) называет потоп «воды Ноя» (Ис. 54:9).

Когда нахлынувшие воды

В ковчеге Ноя заключили

И дорогой для всех свободы

На долгий срок его лишили,

И, в заключении вздыхая,

0 травах и цветах мечтая,

Смотрел он вдаль на Арарат,

И принесла с крутой вершины

Ему голубка ветвь маслины, —

Едва ли был он больше рад,

Чем я, когда мне голубь странный

Принёс левкой благоуханный,

Чтоб показать, что не покрыта

Песком сыпучим вся земля

И что в ковчеге не забыта

Друзьями милыми здесь я.
Еврейские законоучители составили специальное благословение, которое произносят, увидев радугу, ставшую после Потопа символом завета Бога с человечеством: «Благословен Ты, Господь, Бог наш, Владыка Вселенной, помнящий союз [с Ноем] и верный союзу Своему и выполняющий Свои обещания».

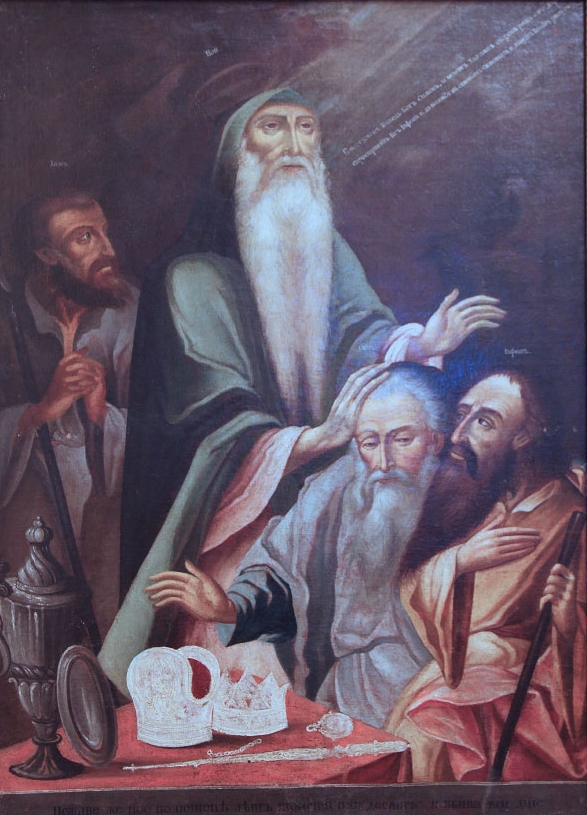
Ной делит мир между сыновьями. Монастырская картина. Неизвестный художник. XVIII век. Коллекция С. Григорьянца

Согласно представлениям иудаизма, Семь законов потомков Ноя считаются необходимым минимумом заповедей, возложенных Богом через Адама и Ноя на всё человечество.
1. Запрет идолопоклонства — вера в единого Бога
2. Запрет богохульства — почитание Бога
3. Запрет убийства — уважение к человеческой жизни
4. Запрет прелюбодеяния — уважение к семье
5. Запрет воровства — уважение к имуществу ближнего
6. Запрет употребления в пищу плоти, отрезанной от живого животного — уважение к живым существам
7. Обязанность создать справедливую судебную систему

Маймонид считал, что все народы мира обязаны принять законы потомков Ноя, и подтверждает, что всякий нееврей, соблюдающий эти законы, войдёт в царство небесное.

### В христианстве

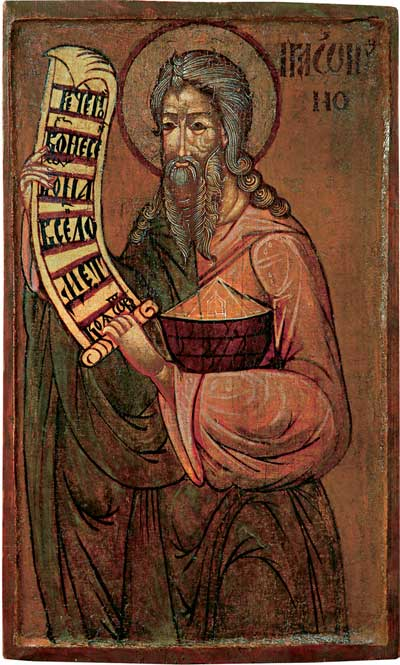
Ной. Икона праотеческого ряда, конец XVII — первая треть XVIII века. Рыбинский музей-заповедник

Спасённый от потопа Ной служит в христианстве прообразом нового человечества и тем самым предвещает Христа. Его спасение в потопе предвосхищает спасение людей водами крещения: «…во дни Ноя, во время строения ковчега, в котором немногие, то есть восемь душ, спаслись от воды. Так и нас ныне подобное сему образу крещение…» (1Петр. 3:20—21). Иоанн Дамаскин в своём сочинении «Точное изложение Православной веры» считает, что «во времена Ноя Бог потопил водой мировой грех», а сам потоп называет первым из пяти библейских «крещений».
В христианской традиции Ной рассматривается, прежде всего, как прообраз человека, спасённого во Христе. Соответственно, поскольку сам потоп рассматривается в качестве прообраза крещения, то ковчег становится прообразом Церкви, плывущей через бурные пучины греха и спасающей жаждущих спасения. Митрополит Филарет (Дроздов) так формулировал это толкование в своём «Пространном Христианском катехизисе»: «Все, спасшиеся от всемирного потопа, спаслись единственно в Ноевом ковчеге: так все, получающие вечное спасение, получают его только в Кафолической Церкви». Антоний Великий приводит историю Ноя и людей, не послушавшихся его предостережений и утонувших, несмотря на попытки войти в ковчег, как пример лености и непокорности.
Ориген в своих трудах видел в истории Ноя символическое изображение христианского миропонимания. Ной у него выступает прообразом Иисуса Христа, а ковчег наполнен символикой: этажи — структура церкви, а также небеса и ад; брёвна, из которых сделан ковчег, Ориген воспринимает как символ защиты тех, кто находится внутри церкви, а смола, соединяющая брёвна, понимается им как внутренняя и внешняя святость.
В трактате «О Граде Божием» блаженный Августин соотносит дверь Ноева ковчега, сделанной, по божественному указанию, «с боку его» (Быт. 6:16), c раной в боку Иисуса, сделанную на кресте копьём Лонгина — «ибо этою дверью входят приходящие к Нему, так как из неё истекают таинства».
Святитель Иоанн Златоуст в своих беседах на Книгу Бытия посвятил 8 бесед рассмотрению истории Ноя и потопа. Он рассуждал о величии добродетелей Ноя среди прочего человечества и о причинах милосердия Бога к Ною и его ближним. Толкуя Книгу Бытия в соотношении со словами апостола Павла из Послания к Евреям, он сделал следующий вывод:

Не то, чтобы сам Ной осудил (своих современников); нет, осудил их Господь сравнением (их с Ноем), потому что они, имея всё то же, что и праведник, не пошли по одному с ним пути добродетели. Итак, Ной верой, которую показал, осудил этих людей, которые показали совершенное неверие: не поверили предсказанию (о потопе). — Иоанн Златоуст. Беседа 25 на Книгу Бытия.

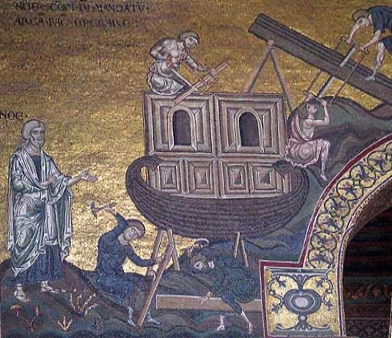
Строительство ковчега. Мозаика в соборе Монреале

В своих «Беседах о диаволе» Иоанн Златоуст также рассуждал о добродетелях Ноя. При этом он особо акцентировал на значимости того, что Ной «соблюл добродетель среди того племени развращённого и грешного, когда не было пред ним примера добродетели, когда все увлекали его к пороку».
Также Иоанн Златоуст пишет и об опьянении Ноя, отмечая, что Библия «одним словом даёт ему полное извинение». Он считал, что фраза «Ной начал возделывать землю» (Быт. 9:20) свидетельствует о том, что Ной «не знал ни того, сколько надлежало пить вина, ни того, как пить, — цельное, или смешанное с водою, ни того, когда пить, — тотчас ли после того, как оно будет выжато, или спустя некоторое время». Тут же святитель рассуждает о неблагодарности Хама, который «не погиб вместе с другими в смятении ради достоинства отца», но при этом нанёс оскорбление отцу.

#### В православии
Православная церковь относит Ноя к числу праотцев и совершает его память в «Неделю святых праотец» за два воскресения перед Рождеством Христовым. В праздничном каноне Ною посвящена пятая песнь, в которой он называется праведником, сохранившим невредимым Божий закон и «во всех бо заповедех Божественных украшаемь явися, Христу благоугодив».
Изображения Ноя помещаются в самом верхнем — праотеческом чине иконостаса, представляющем ветхозаветную церковь, не знавшую законов Моисея.

#### В католицизме
В католицизме Ной почитается в числе десяти допотопных патриархов. В католических церквях Ной изображается либо вместе с прочими патриархами, либо в сюжетах, посвящённых потопу. Отдельного литургического почитания фигура Ноя не получила.

## Семья Ноя
О матери
В книге Юбилеев, матерью Ноя была Битанос, дочь Баракела и его тётки (имя неизвестно).
В книге Праведного, матерью Ноя была Ашмуа (Ashmua), дочь Елишая (Elishaa) — брата Мафусала.
О жене
В Библии её имя не названо, существует множество версий о её происхождении.
О детях
В Библии (Бытие) сказано: «Ной родил трёх сынов: Сима, Хама и Иафета».
Вардан Великий упоминает также сына Ноя по имени Манитон и дочь по имени Астхик.
Мхитар Айриванкский также упоминает сына Ноя по имени Манитон, но дочь Ноя называет Астгик.
Арабские источники упоминают утонувшего сына Нуха — Йама, Кан’ана (Кенана) и его жену Валию (Рабию).

## В искусстве и литературе

### В изобразительном искусстве

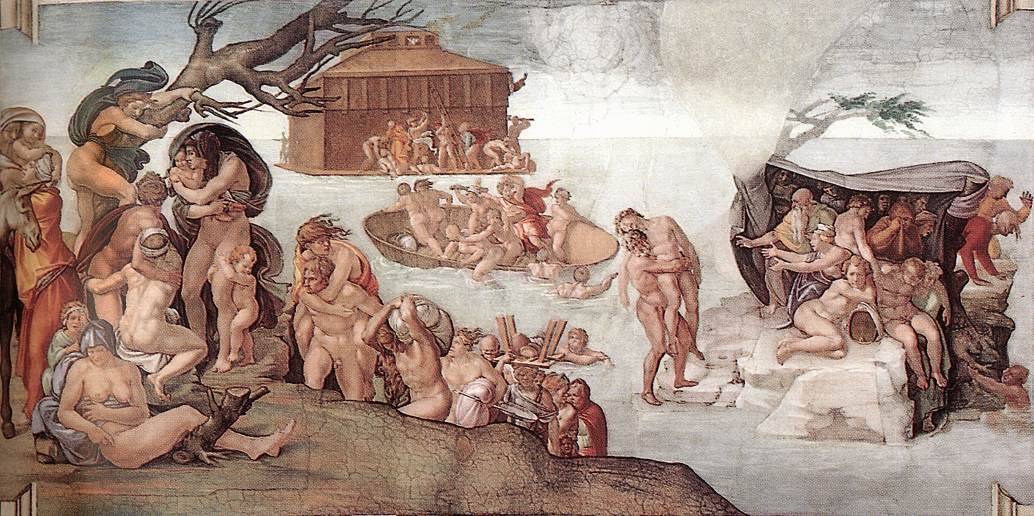
Потоп. Фреска в Сикстинской капелле, Микеланджело

В западноевропейском изобразительном искусстве образ Ноя используется в следующих иконографических сюжетах:
- Рождение Ноя (редкий сюжет);
- Праведное житие перед потопом (редкий сюжет);
- Постройка ковчега и посадка в него животных;
- Потоп и уничтожение человеческого рода, Утро после потопа;
- Ной выпускает голубку, Высадка из ковчега;
- Жертвоприношение (с радугой);
- Опьянение Ноя;
- Ной проклинает Хама (и Ханаана — сына Хама);
- Смерть Ноя (редкий сюжет);
- Потомство Ноя (редкий сюжет).

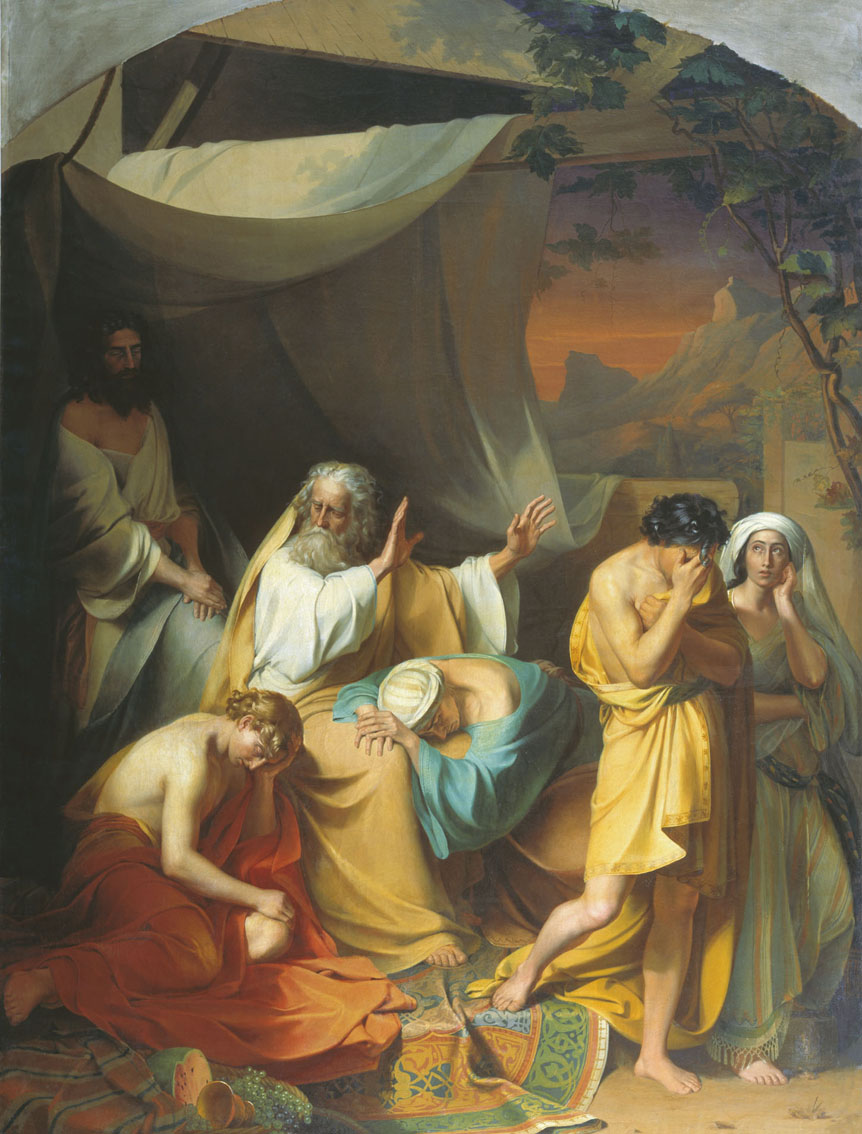
Ной проклинает Хама. И. С. Ксенофонтов

Как и большинство ветхозаветных сюжетов, по сравнению с иллюстрациями Нового Завета, история Ноя не пользовалась слишком большой популярностью, и произведений искусства можно найти не так уж и много.
В раннехристианском искусстве, правда, этот персонаж пользовался любовью, наряду с тремя отроками, Даниилом во рву и другими аналогичными фигурами, являющими пример идеального доверия к Богу посреди непреодолимой катастрофы.
Наиболее известными изображениями Ноя стали фрески Микеланджело на сюжеты из его жизни, входящие в цикл росписей Сикстинской капеллы. Микеланджело были созданы три масштабные фрески: «Потоп», «Жертвоприношение Ноя» и «Опьянение Ноя». До Микеланджело к теме Ноя в итальянском искусстве обращались такие мастера, как Уччелло и Беноццо Гоццоли (эти фрески в плохой сохранности), Рафаэль в своих станцах, а в скульптуре — Лоренцо Гиберти и Андреа Пизано.
В православном искусстве фигура Ноя, как правило, изображается в числе других праотцев и легко узнаётся по модели ковчега в его руках. В отечественном искусстве самым запоминающимся подобным образом Ноя является фреска Феофана Грека в новгородской церкви Спаса на Ильине, XIV век. Сохранилась также фреска Дионисия. Повествовательных изображений истории Ноя в православном искусстве практически нет. Из сохранившихся средневековых памятников Западной Европы представление о возможно существовавших в Византии изображениях подобного рода дают мозаичные циклы с историей Ноя, созданные местными мастерами под влиянием византийской школы: собор Монреале и Палатинская капелла (Сицилия) и базилика Святого Марка (Венеция). Встречается тема и в исламских миниатюрах.

### В литературе
Столь мерзость в людях велика.

И мне, хранившему надежды,

Нет утешения нигде:

Я опускаю во стыде

Мои заплаканные вежды.

Прости, что стройка корабля

Шла всё неспешней, всё тяжеле:

О, не раскается ужели

Грехом исполнена земля!

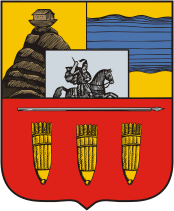
Ноев ковчег в гербе города Нахичевань, основанного, по преданию, Ноем. 1843

- В русской фольклорной традиции имеются так называемые духовные стихи о потопе и Ное, например см. «Голубиная книга».
- Йост ван ден Вондел. Трагедия «Ной, или гибель первого мира».
- Педро Кальдерон де ла Барка. Литургическая драма «Вавилонская башня», изображающая события после Потопа.
- Андре Обэ, пьеса «Ной». Идеалисту Ною противопоставляется циник Хам.
- Джилетт Берджесс. «Максимы Ноя».
- А. А. Милн. Рассказ «Перед потопом».
- Хуго Лёчер. «Ной». Ной — делец, занимающийся предпринимательством в условиях глобальной катастрофы.
- Джулиан Барнс. Главы в романе «История мира в 10 ½ главах» содержат сатирическое описание потопа, а также историю поисков Ноева ковчега в XIX—XX веках.
- Джеральд Даррелл. «Новый Ной», «Перегруженный ковчег», «Ковчег на острове». Известный натуралист использует имя патриарха и тему ковчега для заголовков книг о собирании животных.
- А. Платонов. Пьеса «Ноев ковчег (Каиново отродье)» (1950)
- Еврейская легенда о великане Оге использована Рабле в рассказе о предках Гаргантюа и Пантагрюэля[73].

### Кинематограф
- «Зелёные пастбища» (США, 1936). В роли Ноя Эдди Андерсон.
- «Библия» (Италия, США, 1966), режиссёр Джон Хьюстон. В роли Ноя Джон Хьюстон.
- «Библия» (мини-сериал) (США, 2013). В роли Ноя Дэвид Ринтул.
- «Ной» (2014, США), режиссёр Даррен Аронофски. В роли Ноя Дакота Гойо (в детстве), Рассел Кроу (в зрелом возрасте).